# Renai Sentai Shitsu Ranger
Singles par DEF.DIVA
Suki Sugite Baka Mitai
(2005)
Singles par Maki Gotō
Yokohama Shinkirō
(2004) Sayonara 'Tomodachi ni wa Naritakunai no'
(2004)
Singles par Aya Matsuura
Your Song: Seishun Sensei
(2004) Watarasebashi
(2004)
 Renai Sentai Shitsu Ranger  (恋愛戦隊シツレンジャー, ou Ren'ai Sentai Shitsuranger) est l'unique single du groupe temporaire Nochiura Natsumi, sorti le 6 octobre 2004 au Japon sur le label Zetima, écrit et produit par Tsunku. Il atteint la 4e place du classement de l'Oricon, et reste classé pendant six semaines, se vendant à 48 854 copies durant cette période. Il sort aussi dans une édition limitée avec une pochette différente et des cartes de collection, et trois semaines plus tard au format "Single V" (DVD) contenant les clips vidéo des deux chansons et un "making of".
La chanson-titre figurera quatre ans plus tard sur la compilation Hello! Project Special Unit Mega Best de 2008. Elle sera souvent reprise en concert par diverses chanteuses du H!P. L'une des membres du groupe, Maki Gotō, la reprendra en solo sur son album 3rd Station qui sort cinq mois plus tard. Une version remixée de la chanson en "face B", Love Like Crazy, figurera sur la compilation de fin d'année du Hello! Project, Petit Best 5 ; une version "live" interprétée en solo par Goto figurera sur sa compilation Goto Maki Complete Best Album 2001-2007 de 2010.
Ce single restera le seul disque du groupe. Cependant, ses trois membres, qui poursuivent chacune une carrière en solo en parallèle, sortiront un autre single ensemble un an plus tard dans le cadre du quatuor temporaire similaire DEF.DIVA : Suki Sugite Baka Mitai.

## Interprètes
- Abe Natsumi  (soliste, ex-Morning Musume)
- Maki Gotō (soliste, ex-Morning Musume)
- Aya Matsuura (soliste)

## Liste des titres
Single CD
1. Renai Sentai Shitsu Ranger  (恋愛戦隊シツレンジャー?)
2. Love Like Crazy  (LOVE LIKE CRAZY?)
3. Renai Sentai Shitsu Ranger (Instrumental)  (恋愛戦隊シツレンジャー...?)

Single V
1. Renai Sentai Shitsu Ranger  (恋愛戦隊シツレンジャー?) (clip vidéo)
2. Love Like Crazy  (LOVE LIKE CRAZY?) (clip vidéo)
3. Making Eizo  (メイキング映像?)